# Кримінальний кодекс Киргизстану (1997)
Кримінальний кодекс Киргизької Республіки (кирг. Кыргыз Республикасынын Кылмыш Жаза Кодекси) — систематизований збірник законів про кримінальну відповідальність, який діяв у Киргизстані впродовж 1998 — 2018 років. Прийнятий Законодавчими зборами Жогорку Кенеша Киргизької Республіки 18 вересня 1997 року. Підписаний Президентом Киргизької Республіки 1 жовтня 1997 і набув чинності з 1 січня 1998 року. Багато положень цього кодексу схожі з відповідними положеннями Модельного кримінального кодексу для країн СНД та Кримінального кодексу Російської Федерації.
За наскрізною нумерацією первинної редакції Кодекс містить 376 статей. Традиційно поділений на Загальну та Особливу частини.
Цікавим є розмежування цілей і завдань Кримінального кодексу, яке проводиться відновідно у чч. 1 та 2 ст. 2 КК Киргизької Республіки. Хоча формулювання ст. 2 КК КР багато в чому схоже на формулювання ст. 1 КК України («Завдання Кримінального кодексу України») та ст. 2 КК РФ («Завдання Кримінального кодексу Російської Федерації»), однак, воно все ж таки відрізняється певною своєрідністю.
Цілями Кримінального кодексу визначені: попередження злочинів, охорона особи(стості), прав та свобод громадян, юридичних осіб, власності, довкілля, громадського порядку та безпеки, конституційного ладу Киргизької Республіки, миру та безпеки людства від злочинних посягань (ч. 1 ст. 2).
Завданнями Кримінального кодексу визначено: визначення принципів кримінальної відповідальності, підстави кримінальної відповідальності, ознак загального поняття злочину, кола суспільно небезпечних діянь, видів покарання, що застосовуються до осіб, котрі вчинили злочини (ч. 2 ст. 2).
Особливістю Кримінального кодексу Киргизької Республіки є наявність у ньому такого майнового покарання як потрійний айип (ст. 45). Потрійний айип є стягнення, що накладається судом в трикратному розмірі завданих збитків в грошовому чи натуральному вираженні (ч. 1 ст. 45). Дві частини потрійного айипу стягуються на користь потерпілого для відшкодування матеріальних та моральних збитків, третя частина стягується в дохід держави (ч. 2 ст. 45).
Потрійний айип має давню історію та бере свій початок у звичаєвому праві киргизів. За своєю суттю він не збігається з таким майновим покаранням як штраф. На думку проф. К. Нурбекова «айип не зовсім відповідає слову штраф. Айип те ж саме, що й продажа та урок разом взяті в „Руській Правді“. Айип — покарання, що накладається судом за злочин, але разом з тим це винагорода, стягувана судом на користь потерпілого чи його родичів та манапа».
В іншому положення Кримінального кодексу Киргизької Республіки багато в чому є традиційними для кримінальних кодексів пострадянських держав.
Від 2012 року у Киргизькій Республіці розробляли новий кримінальний кодекс, його проект був розміщений на офіційному сайті Президента Киргизстану.
22 грудня 2016 року новий КК Киргизстану був підписаний президентом А. Ш. Атамбаєвим. Це Закон РК від 2 лютого 2017 року № 19. Кодекс набув чинності з 1 січня 2019 року.